# Quisiera
Quisiera es el nombre del décimo álbum de estudio grabado por el intérprete mexicano Emmanuel. Fue lanzado al mercado bajo el sello discográfico CBS Discos en 1989 y el primero para dicha discográfica. El álbum en USA fue lanzado en junio.

## Antecedentes y grabación
Con un sonido más moderno, para su promoción se lanzaron sencillos como «La chica de humo», «Quisiera», «Las barajas de Ana», «Siento» y «La vida decidió», además este álbum certificó como múltiple disco de platino.[cita requerida]
El disco fue grabado enteramente en sistema digital y la voz de Emmanuel fue grabada en Bologna, Italia en el Malavasi Studio.

## Lista de canciones
1. La chica de humo (Mauro Malavasi/María Lar)
2. Es Por Ti (Mauro Malavasi/María Lar)
3. Las Barajas De Ana (Chris Pelcer/Emmanuel)
4. Prueba Otra Vez (Jim Crichton/Ian Crichton/Michael Sadler/Emmanuel)
5. Dos Extraños (Jim Crichton/John Bettis/Michael Sadler/Emmanuel)
6. Quisiera (Mark Spiro/Emmanuel)
7. Luk (Lucio Dalla/María Lar)
8. Siento (Jim Crichton/Michael Sadler/Emmanuel)
9. Si No Hay Dolor (Mauro Malavasi/Emmanuel)
10. La Vida Decidió (Dann Haff/Phil Nash/Glenn Monroig/Mark Spiro)